# Tầm nhìn nhập cảnh
Tầm nhìn nhập cảnh là một khía cạnh của khả năng hiển thị chuỗi cung ứng, cho phép một công ty quản lý việc sử dụng đúng dữ liệu tuân thủ thương mại để nhập khẩu hàng hóa kể từ khi họ rời nhà cung cấp nước ngoài cho đến khi hàng hóa đó đến đích.  Tầm nhìn đầu vào nhằm đảm bảo rằng tất cả các yêu cầu về quy định, tuân thủ và tài liệu được đáp ứng một cách kịp thời trên đường đi.  Khi nhập khẩu vào Hoa Kỳ, mọi giao dịch riêng lẻ phải tuân thủ Đạo luật Hiện đại hóa Hải quan (Đạo luật Mod) và Hồ sơ Bảo mật Nhà nhập khẩu (10 + 2).  Theo Đạo luật Mod, các nhà nhập khẩu được yêu cầu duy trì và xuất trình hồ sơ kịp thời tại thời điểm nhập cảnh.  Hơn nữa, Đạo luật Mod bao gồm điều khoản "Chăm sóc hợp lý", quy định rằng các nhà nhập khẩu và môi giới cần một quy trình kiểm toán toàn diện để đảm bảo họ đáp ứng tất cả các yêu cầu tuân thủ và cung cấp thông tin chính xác về tất cả các hồ sơ nhập cảnh.
Một mục nhập là một tuyên bố thông tin được chuẩn bị bởi một nhà môi giới hải quan trên một hình thức nhập cảnh và nộp cho hải quan.  Thông tin về một mục bao gồm, nhưng không giới hạn ở các yếu tố dữ liệu sau:
- Số lịch trình hài hòa
- Nước xuất xứ
- Mô tả hàng hóa
- Số lượng
- Giá trị CIF (Chi phí, Bảo hiểm và Vận chuyển) của hàng hóa
- Ước tính số tiền thuế

Sau khi kiểm tra bởi một nhân viên hải quan, nếu mục nhập được xác minh là chính xác hoặc "nhập hoàn hảo", hàng hóa được giải phóng khi thanh toán thuế cho nhà nhập khẩu.  Nếu một mục nhập có thông tin không chính xác, hải quan có thể giữ lô hàng nếu nhà nhập khẩu không "đối chiếu" mục nhập.
Các loại mục chính bao gồm:
- Nhập cảnh tiêu thụ: đối với hàng hóa được chào bán (tiêu dùng) tại nước nhập khẩu
- Mục nhập chính thức: được yêu cầu phải được bảo hiểm bởi một trái phiếu nhập vì giá trị tổng hợp của nó vượt quá một số tiền nhất định
- Nhập cảnh không chính thức: không bắt buộc phải được bảo hiểm theo trái phiếu nhập vì giá trị của nó nhỏ hơn một số tiền nhất định
- Nhập cảnh quá cảnh: cho việc di chuyển hàng hóa từ cảng dỡ hàng đến cảng đích theo trái phiếu hải quan
- Nhập thư: đối với hàng hóa nhập qua bưu điện hoặc dịch vụ chuyển phát nhanh và dưới một giá trị nhất định
- Nhập hành lý cá nhân: đối với hàng hóa nhập khẩu dưới dạng hành lý cá nhân
- Vận chuyển và xuất nhập cảnh: đối với hàng hóa đi qua một quốc gia trên đường đến một quốc gia khác
- Nhập kho: đối với hàng hóa được lưu trữ trong kho ngoại quan.[2]

## Giải pháp hiển thị nhập cảnh
Do hạn chế về thời gian và chi phí, hầu hết các nhà nhập khẩu không thể kiểm tra tất cả các mục nhập của họ một cách thường xuyên và do đó họ có khả năng bị mất tiền do lỗi phân loại, số lượng không chính xác hoặc bỏ qua điều kiện Thỏa thuận Thương mại Tự do.  Với giải pháp hiển thị mục nhập, các nhà nhập khẩu được cung cấp một cái nhìn toàn cầu về tất cả các mục được nộp, giúp tăng tính tuân thủ thương mại và đảm bảo rằng tất cả các khoản tiết kiệm có sẵn được thực hiện khi nhập khẩu hàng hóa.  Một giải pháp tự động xác định các lỗi nhập phổ biến như số thuế quan không chính xác, mô tả sản phẩm và nước xuất xứ.  Với một giải pháp tại chỗ, các công ty có khả năng xác định dữ liệu bị thiếu hoặc không chính xác về mục nhập hầu như ngay lập tức sau khi mục nhập được nộp.  Khả năng hiển thị này sớm cho phép công ty xác định nguyên nhân gốc của lỗi, thực hiện các bước cả bên trong và bên ngoài để sửa lỗi và báo cáo lỗi ngay sau khi lỗi được nộp thay vì nhiều tháng sau đó, giảm cơ hội giữ lại hải quan giao hàng và gây chậm trễ.
Bức tranh lớn hơn về một giải pháp tự động là các khoản tiết kiệm liên quan.  Chi phí có thể được giảm thiểu bằng cách thực hiện các bước cần thiết để tránh bị phạt do lỗi liên tục.  Hơn nữa, với một giải pháp hiển thị mục nhập, các lỗi có thể được ngăn chặn trong mục nhập bằng cách gửi tất cả các phân loại cần thiết và thông tin nộp cho nhà môi giới lên phía trước.  Điều này cho phép tự động truy xuất và đối chiếu hồ sơ nhập cảnh vào phụ trợ.  Giữ cho khách hàng, nhà cung cấp, 3PL, giao nhận vận tải và môi giới trên cùng một trang có thể được thực hiện bằng một giải pháp tự động, cho phép tất cả các bên xem cùng một dữ liệu và đảm bảo thông tin về mục nhập là chính xác và cập nhật.

## Tài nguyên
- Hải quan và Bảo vệ Biên giới
- Hiệp hội môi giới và giao nhận hải quan quốc gia của Mỹ
- Hướng dẫn hiển thị mục nhập Lưu trữ ngày 3 tháng 3 năm 2016 tại Wayback Machine